# Bunde (Niederlande)

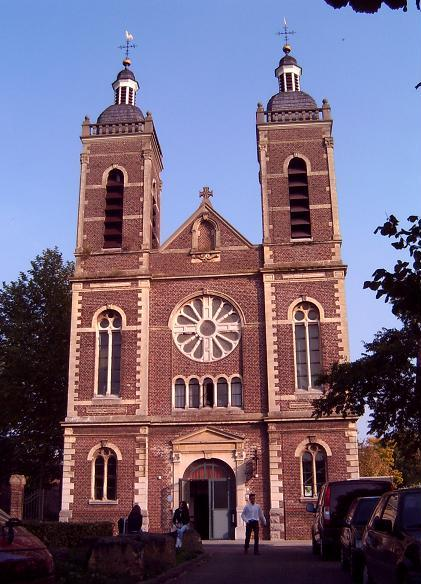
St.-Agnes-Kirche

Bunde (limburgisch Bung) ist ein Dorf mit rund 5.440 Einwohnern in der niederländischen Gemeinde Meerssen unweit von Maastricht und in direkter Nachbarschaft des Julianakanals. Bis 1981 war Bunde eine eigenständige Gemeinde.
Ein Kirchenneubau wurde 1960 nach Plänen des Architekten Jozef Fanchamps errichtet, nachdem die im maasländischen Barock gebaute alte Pfarrkirche baufällig geworden war.
Bei dem aus sechs Häusern bestehenden Weiler Voulwames mündet die Geul in die Maas.